# Saint-Léger (Mayenne)
Saint-Léger és un municipi francès situat al departament de Mayenne i a la regió de País del Loira. L'any 2007 tenia 254 habitants.

## Demografia

### Població
El 2007 la població de fet de Saint-Léger era de 254 persones. Hi havia 90 famílies de les quals 25 eren unipersonals (21 homes vivint sols i 4 dones vivint soles), 18 parelles sense fills, 43 parelles amb fills i 4 famílies monoparentals amb fills.
La població ha evolucionat segons el següent gràfic:
Habitants censats

### Habitatges
El 2007 hi havia 121 habitatges, 101 eren l'habitatge principal de la família, 13 eren segones residències i 6 estaven desocupats. Tots els 119 habitatges eren cases. Dels 101 habitatges principals, 89 estaven ocupats pels seus propietaris, 10 estaven llogats i ocupats pels llogaters i 3 estaven cedits a títol gratuït; 1 tenia una cambra, 4 en tenien dues, 15 en tenien tres, 20 en tenien quatre i 61 en tenien cinc o més. 77 habitatges disposaven pel capbaix d'una plaça de pàrquing. A 44 habitatges hi havia un automòbil i a 52 n'hi havia dos o més.

### Piràmide de població
La piràmide de població per edats i sexe el 2009 era:
| Homes | Edats   | Dones |
| ----- | ------- | ----- |
| 0     | 95 o +  | 0     |
| 0     | 90 a 94 | 0     |
| 0     | 85 a 89 | 0     |
| 4     | 80 a 84 | 0     |
| 4     | 75 a 79 | 4     |
| 4     | 70 a 74 | 4     |
| 4     | 65 a 69 | 4     |
| 8     | 60 a 64 | 8     |
| 12    | 55 a 59 | 4     |
| 8     | 50 a 54 | 8     |
| 12    | 45 a 49 | 12    |
| 0     | 40 a 44 | 0     |
| 20    | 35 a 39 | 12    |
| 0     | 30 a 34 | 0     |
| 4     | 25 a 29 | 0     |
| 12    | 20 a 24 | 8     |
| 4     | 15 a 19 | 8     |
| 0     | 10 a 14 | 4     |
| 12    | 5 a 9   | 0     |
| 4     | 0 a 4   | 0     |

## Economia
El 2007 la població en edat de treballar era de 167 persones, 129 eren actives i 38 eren inactives. De les 129 persones actives 118 estaven ocupades (69 homes i 49 dones) i 12 estaven aturades (4 homes i 8 dones). De les 38 persones inactives 16 estaven jubilades, 12 estaven estudiant i 10 estaven classificades com a «altres inactius».

### Ingressos
El 2009 a Saint-Léger hi havia 111 unitats fiscals que integraven 283 persones, la mediana anual d'ingressos fiscals per persona era de 15.505 €.

### Activitats econòmiques
Dels 5 establiments que hi havia el 2007, 1 era d'una empresa alimentària, 2 d'empreses de construcció, 1 d'una empresa d'hostatgeria i restauració i 1 d'una entitat de l'administració pública.
Dels 2 establiments de servei als particulars que hi havia el 2009, 1 era un paleta i 1 fusteria.
L'any 2000 a Saint-Léger hi havia 30 explotacions agrícoles que ocupaven un total de 896 hectàrees.

## Poblacions més properes
El següent diagrama mostra les poblacions més properes.